# زلنگا
زلنگا (به لاتین: Zelenga) یک منطقهٔ مسکونی در روسیه است که در استان آستراخان واقع شده‌است.